# Tromsøysunds kommun
Tromsøysunds kommun var en tidigare kommun i Troms fylke i norra Norge. Kommunens centralort var Tromsdalen.

## Administrativ historik
Tromsøysunds kommun upprättades den 1 januari 1838 (som Tromsøe landdistrikt). 1860 bröts Balsfjords kommun ut ur kommunen. Den återstående delen hade då 2 632 invånare.
Mellan 1861 och 1955 genomfördes ett antal gränsregleringar med grannkommuner:
- 1 januari 1861: bebott område (110 invånare) till Tromsø kommun
- 1 januari 1873: bebott område (287 invånare) från Malangens kommun
- 1 januari 1873: obebott område till Tromsø kommun
- 1 juli 1915: bebott område (512 invånare) till Tromsø kommun
- 1 juli 1955: bebott område (1 583 invånare) till Tromsø kommun

Den 1 januari 1964 gick kommunen upp i Tromsø kommun. Kommunen hade då 16 727 invånare.

## Kommunvapen
Blasonering: På rød bunn et tomastet gull skip.
(I rött fält ett tvåmastat skepp av guld.)
Kommunvapnet godkändes genom kunglig resolution den 9 april 1954. Det tvåmastade skeppet syftar till att framhäva betydelsen av det arktiska havsfisket för Tromsøysund. Detta vapen är historiskt då det var det första vapnet någonsin för en landskommun i Norge. Tidigare hade enbart stadskommuner fört vapen.